# Aculnahuacatl Tzaqualcatl
Aculnahuacatl Tzaqualcatl (gobernado c. 1400-c. 1430) fue el primer tlatoani (gobernante) del altépetl (estado étnico) tepopano precolombino de Tlacopan en el Valle de México. Era hijo de Tezozomoc, el gobernante de Azcapotzalco, quien lo instaló como gobernante de Tlacopan. Se casó con Tlacochcuetzin, la hija de Tlacacuitlahuatzin, el gobernante de Tiliuhcan, y tuvo dos hijos: Coauoxtli y Oquetzal.